# Wyatt Allen
Wyatt Allen (* 11. Januar 1979 in Baltimore) ist ein ehemaliger US-amerikanischer Ruderer und Olympiasieger im Achter 2004.
Der 1,93 m große Wyatt Allen war mit dem US-Achter Zweitplatzierter bei der U23-Weltregatta 2001. Nach zwei eher erfolglosen Jahren im Doppelvierer rückte Allen 2004 in den US-Achter für die Olympischen Spiele auf. Bei der Olympiaregatta 2004 erkämpfte der US-Achter die Goldmedaille, die erste Goldmedaille für den US-Achter seit 1964. 
2005 startete Allen im Einer, bei den Ruder-Weltmeisterschaften 2005 belegte er den 14. Platz. 2006 kehrte er in den Doppelvierer zurück und belegte in dieser Bootsklasse den achten Platz bei den Weltmeisterschaften in Eton. 2007 ruderte Wyatt Allen wieder im US-Achter und belegte den vierten Platz bei den Weltmeisterschaften. Nachdem Allen in seiner Karriere nur einmal ein Finale bei Weltmeisterschaften erreicht hatte, gewann er bei seiner zweiten Olympiateilnahme 2008 in Peking mit der Bronzemedaille im Achter seine zweite olympische Medaille.